# Сач

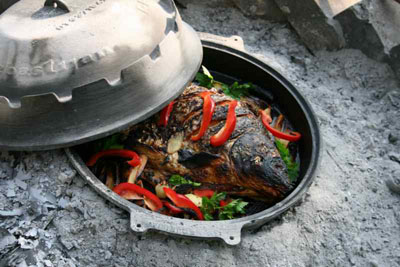
Використання сачу для приготовання карпу.

Сач — це велика металева або керамічна кришка, що своєю формою нагадує неглибокий дзвіночок, яким накривають хлібне тісто або м'ясо, яке потрібно випікати. Під час приготування страви, над ним насипають попіл та вугілля. Це дозволяє отримувати рівномірну конвекційну випічку, а форма дзвона дозволяє рециркулювати пар, завдяки чому м'ясо, риба та овочі залишаються соковитими, а картопля та овочі — змішують свої смакові якості з м'ясом. Він також використовується для випікання хліба та традиційних тістечок, таких як бурек та піца. Сач, можливо, походить із дзвіночкових печей, які використовуються для випічки плоских хлібів на Близькому Сході.

## Опис
Традиційно сач був простою примітивною духовкою для випікання різних страв, які використовували менш забезпечені сім'ї, які не могли дозволити собі піч у своїх будинках, а сама кришка часто подвоювалась як тарілка для випічки плоскою.
Сьогодні цей прилад для випічки зазвичай використовується ресторанами на Балканському півострові, Албанії, Болгарії, Боснії та Герцеговині, Словенії, Хорватії, Північній Македонії, Сербії, Чорногорії, Косові, Греції (місцева назва: Παραδοσιακή Γάστρα, Σινί або Χάνι) та Туреччині, які прийняли цей традиційний стиль приготування, здебільшого через його специфічні властивості, що підсилюють смак, які дозволяють легкому копченню їжі, крім вищезгаданого процесу конвекційного приготування.
Слово sač, може також позначати страву з м'яса, овочів та картоплі, запечену в духовці sač.
У Болгарії слово сач або сачѐ (sach / sache) позначає плоску глиняну тарілку, яку нагрівають до високої температури, і кладуть на стіл, де на ній готують тонкі скибочки овочів і м'яса. Жир не використовується, і не покривається. У регіоні Родопів зазвичай використовується більше м'яса.
В деяких регіонах Румунії для випікання хліба використовувався еквівалент sač, який називається țest .

## Галерея

Приклади приготування страв у сачі.
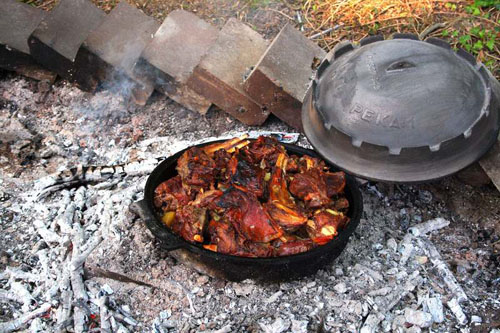
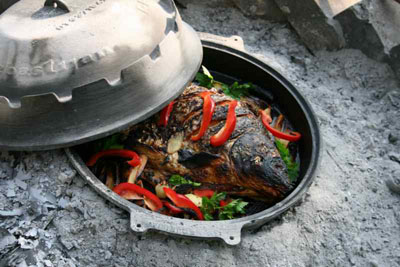
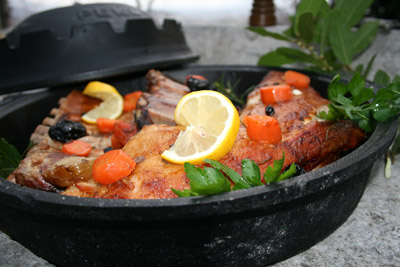
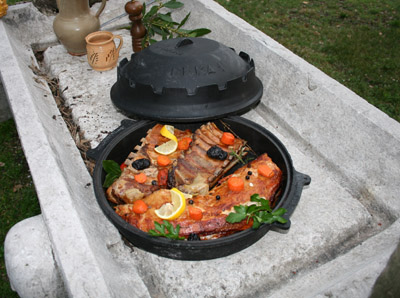
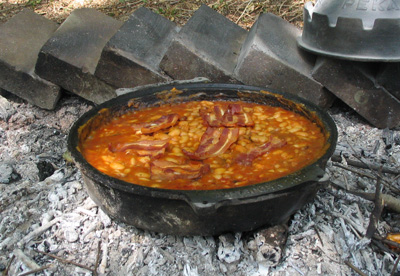
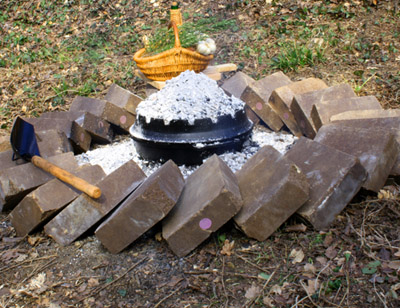